# Kiyotake (Miyazaki)
Pour les articles homonymes, voir Kiyotake.
Kiyotake (清武町, Kiyotake-chō) est un ancien bourg (町, chō) de la préfecture de Miyazaki (Japon) et du district de Miyazaki. Il fait partie de la ville de Miyazaki depuis le 22 mars 2010.
L'ancienne commune comptait 28 420 habitants le 1er avril 2008 pour une surface de 47,81 km2 et une densité de 594,44 habitants par km2.

## Jumelage
- Waukegan (États-Unis) depuis le 3 mai 1990